# Russell Bufalino
Rosario „Russell“ Alberto Bufalino, auch bekannt als McGee und The Old Man (* 29. Oktober 1903 in Montedoro, Sizilien; † 25. Februar 1994 in Kingston, Pennsylvania), war ein italienisch-amerikanischer Mobster der amerikanischen Cosa Nostra und von 1959 bis 1994 das offizielle Oberhaupt der heute nach ihm benannten Bufalino-Familie aus der nordöstlichen Region von Pennsylvania, welche auch als Pittston Crime Family und als Scranton Wilkes-Barre Family bekannt ist.

## Leben

### Frühe Jahre im Staat New York
Rosario Alberto Bufalino wurde am 29. Oktober 1903 in Montedoro (Sizilien) geboren und emigrierte während seiner Kindheit mit seiner Familie in die Vereinigten Staaten nach Buffalo (New York), wo er schon im Teenager-Alter Verbrecher wurde. Ein enger Verbündeter war zu dieser Zeit John C. Montana, eine später bedeutende Figur in der Unterwelt von Buffalo, sowie Consigliere der Magaddino-Familie.
Als junger Mann beteiligte sich Bufalino an traditionellen Unterweltgeschäften, wie Glücksspiel, Erpressung, Raub, und war als Schuldeneintreiber tätig. Als im Jahr 1919 die Prohibition begann, wurde Bufalino schnell in das lukrative Neugeschäft des Schmuggelns miteinbezogen. In den frühen 1920er Jahren begann Bufalino mit Joseph „Joe the Barber“ Barbara – ebenso ein junger Verbrecher aus New York – zusammenzuarbeiten. Beide waren Sizilianer und hatten gemeinsame Freunde in der Unterwelt von Buffalo. Schon als er Mitte 20 war, beinhaltete sein Vorstrafenregister Verhaftungen wegen Diebstahl, Handel mit gestohlenen Waren, Drogenhandel und Verschwörung zur Behinderung der Justiz.
Bufalino zog bald mit seiner Frau Carmela (Caroline) Sciandra nach Endicott (New York) in Barbaras Gebiet, von wo aus Barbara als Underboss der Pittston-Familie (später Bufalino-Familie), Operationen in der zentralen Gegend von New York und in der nordöstlichen Region von Pennsylvania für die Magaddino-Familie und die Pittston-Familie leitete. Bufalino und Barbara bauten während der 1930er Jahre eine enge Arbeitsbeziehung auf.

### Aufstieg in Pennsylvania
Barbara stellte sich ab 1940 an die Spitze der Familie und ernannte Bufalino zu seinem „Underboss“. Zu dieser Zeit zog Bufalino nach Kingston (Pennsylvania), um in einer zentraleren Lage für seine ihm anvertrauten neuen Aufgaben operieren zu können.
Im November des Jahres 1957 organisierte Bufalino das berühmte Apalachin-Meeting, das von dem New Yorker Mobster Vito Genovese einberufen und in Barbaras Haus in der Gemeinde Apalachin (New York) abgehalten wurde. Es war eine Zusammenkunft fast aller Bosse der amerikanischen Cosa Nostra, die jedoch von der örtlichen Polizei gestürmt wurde. Insgesamt wurden 62 Personen festgenommen und identifiziert; darunter auch Bufalino. Durch das Apalachin-Fiasko wurde die amerikanische Cosa Nostra nach Jahrzehnten der Anonymität entlarvt und nun als landesweite Organisation und Bedrohung wahrgenommen; was de facto an Barbaras Ruf in der Unterwelt kratzte. Diese Demütigung, kombiniert mit einer erhöhten Strafverfolgung und Medienprüfung, brachte Barbara dazu, sich verstärkt zurückzuziehen.

### An der Spitze der Familie
Bereits im Jahr 1956 erlitt Barbara einen Herzinfarkt und ernannte aufgrund seiner gesundheitlichen Probleme Bufalino zum amtierenden Boss. Im Juni 1959 starb Barbara an einem weiteren Herzinfarkt, und mit Barbaras Tod erkannte die sogenannte Mafia-Kommission Russell Bufalino als neuen offiziellen Boss der Organisation an. Bufalino wurde bald der Inbegriff eines respektierten, niederträchtigen und intelligenten Mafia-Bosses, der delegieren und dadurch seine tatsächliche Macht verbergen konnte. Er wurde allseits respektiert und zeigte nie seinen Reichtum und seine Macht. Bufalino arbeitete während der 1960er Jahre auch verstärkt mit der Genovese-Familie aus New York City zusammen.
Bei den sogenannten Valachi-Hearings von 1963, bei denen ein US-Senatsausschuss die organisierte Kriminalität in ganz Amerika untersuchte, fiel auch der Name Russell Bufalino. Der Ausschuss nannte Bufalino später „einen der rücksichtslosesten und mächtigsten Mafia-Bosse in den Vereinigten Staaten“. Es wurde auch behauptet, dass er enge Kontakte zur CIA hätte und an der CIA-Cosa Nostra-Operation Mongoose zur geplanten Ermordung des kubanischen Präsidenten Fidel Castro beteiligt gewesen sein soll. Einige Verschwörungstheoretiker behaupten bis heute, dass die amerikanische Cosa Nostra in das Attentat auf John F. Kennedy verwickelt gewesen sei und auch Bufalino dabei eine Rolle gespielt habe. Allerdings gibt es dafür keine glaubwürdigen Beweise.
1974 begann Bufalino den Einfluss seiner Familie auf Upstate New York auszudehnen. Der Tod des berüchtigten Buffalo-Oberhaupts Stefano Magaddino hatte die dortige Familie gespalten und ihre Macht vermindert. Bufalino schickte Familienmitglieder in die Hochlandregion, um Glücksspielbetriebe einzurichten und mögliche Investitionen in die Bauindustrie zu prüfen.

### Inhaftierungen und letzte Jahre
Im Jahr 1977 wurde Bufalino wegen Erpressung angeklagt und im Jahr 1978 zu drei Jahren Haft verurteilt. Der Hauptzeuge in dem Prozess war der Mafioso Michael „Mike Rizzi“ Rizzitello von der Dragna-Familie aus Los Angeles. Vor seiner Verurteilung unternahm Bufalino Schritte, eine längere Strafe zu reduzieren. Er ernannte seinen Cousin und Consigliere Edward Sciandra zum amtierenden Boss und zog sich aus dem Tagesgeschäft der Familie zurück. Infolge der Aussagen des Pentito Aladena „Jimmy the Weasel“ Fratianno – ebenfalls ein Mitglied der Dragna-Familie, der in den späten 1970er Jahren Regierungszeuge wurde – wurde Bufalino im Jahr 1981 erneut unter Anklage gestellt und zu zehn Jahren Haft verurteilt, da er Fratianno den Befehl gegeben hatte, den Gerichtszeugen Rizzitello aus dem Jahr 1977 zu ermorden.
Im Jahr 1989 wurde Bufalino nach 7½ Jahren aus der Haft entlassen und William D'Elia wurde von ihm zum neuen amtierenden Boss ernannt. Trotz seines fortgeschrittenen Alters hatte er weiterhin signifikanten Einfluss auf die Aktivitäten der Cosa Nostra und wurde von den Bundesbehörden kontinuierlich überwacht. Er starb am 25. Februar 1994 im Alter von 90 Jahren eines natürlichen Todes im Nesbitt Memorial Medical Center in Kingston, worauf D'Elia offiziell das neue Oberhaupt der Familie wurde. Beerdigt wurde Bufalino auf dem Denison Cemetery in Forty Fort (Luzerne County). Er hatte stets bestritten, ein Mafia-Boss zu sein, und immer behauptet, er sei in der Bekleidungsbranche in Pennsylvania und in der Computerbranche in Florida tätig.

## Im Film
- Im Jahr 2019 erschien The Irishman von Martin Scorsese, ein Film über den Auftragsmörder Frank „The Irishman“ Sheeran, der ein Assoziierter der Bufalino-Familie war. Im Mittelpunkt des Films stehen der Mafia-Killer Frank Sheeran und vor allem dessen Rolle beim Verschwinden des einflussreichen Gewerkschaftsführers Jimmy Hoffa. Neben Robert De Niro, Al Pacino, Ray Romano, Bobby Cannavale und Harvey Keitel stand Joe Pesci in der Rolle des Russell Bufalino vor der Kamera.[13]